# Drakensbergsockerfågel
Drakensbergsockerfågel (Promerops gurneyi) är en fågel i den lilla afrikanska familjen sockerfåglar inom ordningen tättingar.

## Utseende och läten
Sockerfåglar är stora och långstjärtade fåglar med långa, nedböjda näbbar som lever av nektar. Drakensbergsockerfågel är mindre än kapsockerfågeln (kroppslängd 25–29 cm hos hanen, 23 cm hos honan), med kortare stjärt och tydligt rostbrun på hjässa och bröst. Den saknar även kapsockerfågelns bruna mustaschstreck. Den skallrande sången är ljusare och mer melodisk än kapsockerfågelns sång.

## Utbredning och systematik
Drakensbergsockerfågel delas in i två underarter med följande utbredning:
- Promerops gurneyi ardens – förekommer i Eastern Highlands (berg)
- Promerops gurneyi gurneyi – förekommer i norra och östra Sydafrika (Limpopoprovinsen söderut utmed Drakensberg till Östra Kapprovinsen

## Levnadssätt
Drakensbergsockerfågel hittas i bergstrakter bland stånd av blommande protea och aloe vars nektar den lever av. I Sydafrika häckar fågeln huvudsakligen mellan september och februari.

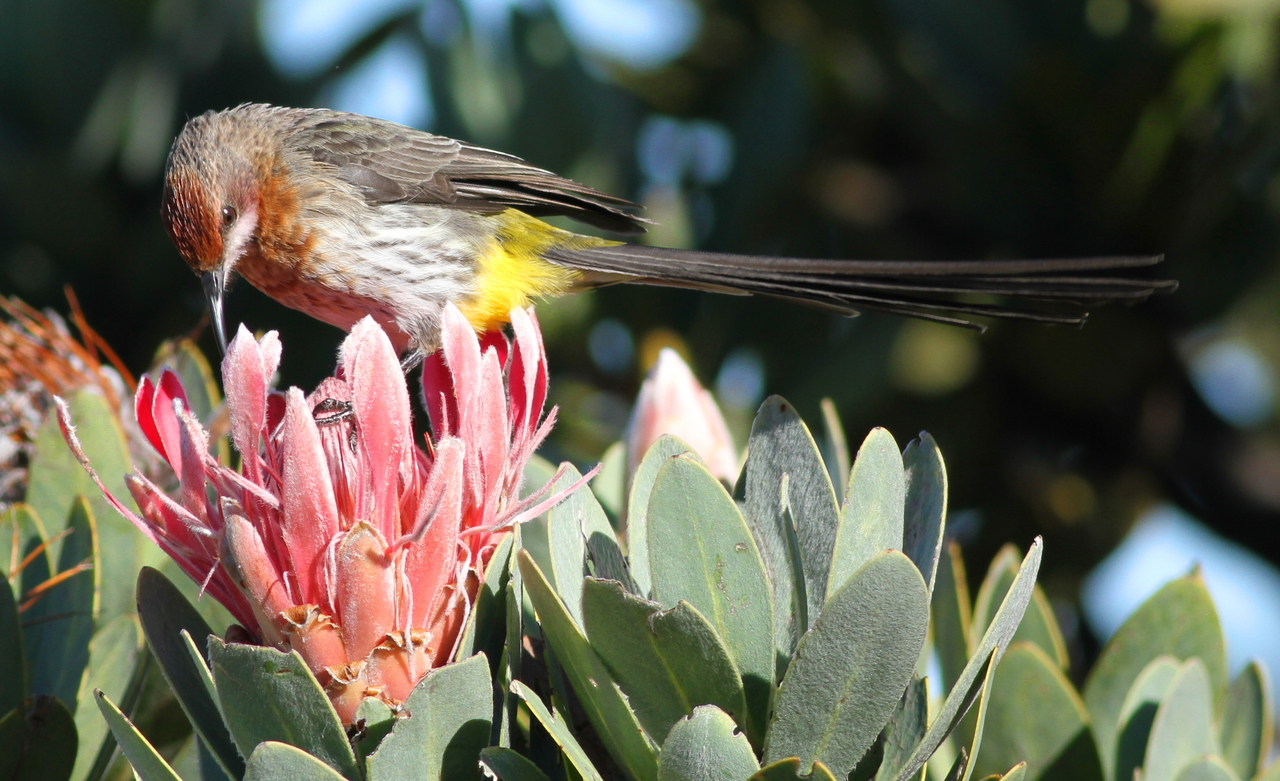
Födosökande drakensbergsockerfågel i sydafrikanska Marakele nationalpark.

## Status och hot
Drakensbergsockerfågel har ett stort utbredningsområde men tros minska i antal. Det är dock osäkert hur kraftig denna minskning är. Internationella naturvårdsunionen IUCN kategoriserar arten som nära hotad. Världspopulationen har inte uppskattats men den beskrivs som vanlig.

## Namn
Fågelns vetenskapliga artnamn hedrar John Henry Gurney (1819–1890), engelsk bankman, parlamentsledamot, ornitolog specialiserad på rovfåglar samt grundarmedlem av British Ornithologist's Union. Tidigare kallades den Gurneys sockerfågel eller gurneysockerfågel även på svenska, men tilldelades 2023 ett mer informativt namn av BirdLife Sveriges taxonomikommitté.